# Saint-Girod
Saint-Girod är en kommun i departementet Savoie i regionen Auvergne-Rhône-Alpes i sydöstra Frankrike. Kommunen ligger i kantonen Albens som tillhör arrondissementet Chambéry. År 2018 hade Saint-Girod 622 invånare.

## Befolkningsutveckling
Antalet invånare i kommunen Saint-Girod
| Referens: INSEE |